# Хронотерапија
Хронотерапија бихејвиорална је метода лечења која покушава да помери време за спавање и време буђења све касније сваког дана, нон-стоп, све док особа не спава по нормалном распореду или ритму. Овај вид терапије могу да користе људи са поремећајем одложене фазе спавања (ДСПД), који генерално не могу да ресетују свој циркадијални ритам померањем времена за спавање и устајања раније.  Хронотерапију за лечење циркадијалне дисритмије и поремећаја спавања предложила је Америчка академија за медицину спавања.

## Циљ хронотерапије
Циљ хронотерапије је да оптимизује медицинске третмане узимајући у обзир циркадијалне ритмове тела a примењује се на два различита начина, да би се:
- променио ритам спавања и буђења пацијената како би се побољшала патологија

- узели у обзир циркадијални ритмови пацијената и тиме побољшала терапија.

Код ДСПД, који је поремећај циркадијалног ритма спавања, и који карактерише неслагање између унутрашњег биолошког сата особе и друштвених норми, хронотерапија користи реакцију људске фазе на светлост или мелатонин.

## Биолошки ритмови релевантни за хронотерапију
Универзалност циркадијалног сата, почев од цијанобактерија до критосемењача и од протозоа до сисара, укључујући Хомо сапиенса , сада је документована (Фостер, 2020). Циркадијални ритмови покрећу ендогени пејсмејкери који имају периоде који, у одсуству одговарајућих временских сигнала, трају приближно 24  сата.  
Биолошке ритмичке осцилације су свеприсутне у понашању и метаболизму током периода од 24 сата. Фактори животне средине као што су светлост: тамни циклуси, доступност хранљивих материја, температура и егзогена изложеност токсинима могу утицати на те осцилаторне процесе. Већина врста садржи молекуларни сат који координира транскрипционе и/или биохемијске ритмове са јаким импликацијама на физиологију и здравље. Кроз истраживања показало се да циркадијални сат сисара утиче на имуне одговоре, варијације инфламаторних одговора у зависности од доба дана и подложност инфекцијама. Поремећени циркадијални сат је фактор ризика за различите поремећаје укључујући неуродегенерацију, метаболички синдром, шећерну болест и рак. Циркадијална неусклађеност је постала свеприсутна у модерном друштву 24 сата дневно, 7 дана у недељи као резултат повећане изложености светлости ноћу, рада у сменама, путовања авионом, друштвеног џет лаг-а и недостатка сна. Штавише, поремећени циркадијални сат не само да повећава ризик од патофизиологије, већ већина болести може, заузврат, да промени циркадијални ритам.
Иако је проучавање циркадијалних ритмова интензивирано последњих деценија, примена хронобиолошких принципа на клиничку медицину и, тачније, на терапијску медицину је још увек у развоју. Као интегративна дисциплина у физиологији и медицинским истраживањима, хронобиологија омогућава откривање нових терапеутских алата који се баве централним механизмима у различитим болестима.

## Неки основни концепти о хронофармакологији
Традиционално, примена лека је значила да се једноставна хемикалија апсорбује предвидљиво из црева или са места убризгавања ињекцијом. Циљ друге генерације примене лекова био је савршенство континуиране испоруке лекова константном брзином (нултог реда). Међутим, живи организми нису „нултог реда“ у свом одговору на лекове. Уместо тога, они су предвидљиви резонантни динамички системи, који захтевају различите количине лека у предвидљиво различитим временима унутар циркадијалног циклуса да би се добро осећали.

### Мелатонин, хронобиотички прототип
Лекови који директно утичу на циркадијалну фазу, а тиме и на излаз биолошког сата, називају се хронобиотици и, у ствари, представљају обећавајућу линију истраживања за лечење циркадијалних поремећаја, посебно када немају нежељене нуспојаве. Термин хронобиотик уведен је раних 1970-их и коришћен је за широко дефинисање лека који утиче на физиолошку регулацију структуре биолошког времена и, конкретно, способан је да терапеутски регулише циркадијална дисритмија.

## Примери хронотерапије
Ево примера како хронотерапија може да функционише током једнонедељног курса лечења, при чему пацијент иде на спавање 3 сата касније сваког дана док се не постигне жељено време спавања и буђења.
- Дан 1: спавање од 3:00 до 11:00

- Дан 2: спавање од 6:00 до 14:00

- Дан 3: спавање од 9:00 до 17:00

- Дан 4: спавање од 12:00 до 20:00

- Дан 5: спавање од 15:00 до 23:00

- Дан 6: спавање од 18:00 до 2:00 следећег дана

- Дан 7: спавање од 21:00 до 5:00 ујутру следећег дана

- Дан 8 и након тога: спавање од 24:00 до 8:00 следећег дана

Иако ова техника може да обезбеди предах од недостатка сна за људе који се морају рано пробудити за школу или посао, ново време спавања и буђења може се одржати само придржавањем строго дисциплинованог распореда за спавање и устајање.

## Последице
Безбедност хронотерапије није у потпуности позната.  И док је хронотерапија за неке била успешна, неопходно је строго одржавати жељени циклус спавања/будности од тада. Свако одступање у распореду доводи до тога да се телесни сат поново касније помери.
Познато је да хронотерапија изазива поремећај спавања и буђења који не траје 24 сата у најмање три забележена случаја, као што је објављено у часопису New England Journal of Medicine 1992. године. Студије на животињама сугеришу да би такво продужење могло „успорити унутрашњи ритам телесмог сата до те мере да нормалан 24-часовни дан више није у његовом опсегу захвата."

## Будућност хронотерапије
Кључна препрека широком усвајању хронотерапије је то што су људи хетерогени у погледу времена њихових унутрашњих сатова. Другим речима, људи имају различите „фазе увлачења“, концепт који лежи у основи различитих „хронотипова“ чији се физиолошки и ритмови понашања крећу од раних (јутарњи хронотипови) до касних (вечерњих) хронотипова,   и што ендогени људски циркадијални период (τ) није стабилна особина, већ зависи од многих унутрашњих чинилаца.